# Eliza Wigham
Eliza Wigham, född 1820, död 1899, var en skotsk feminist. 
Hon blev 1867 en av grundarna av Edinburgh National Society for Women's Suffrage, som var den första rösträttsföreningen i Skottland och betraktas som startpunkten för rösträttsrörelsen i Skottland.